# Mayers
Mayers ist ein englischer Familienname.

## Herkunft und Bedeutung
Mayers ist eine anglisisierte Variante des deutschen Familiennamens Meier.

## Namensträger
- Deisheline Mayers (* 2000), costa-ricanische Kugelstoßerin
- Emanuel Mayers (* 1989), Hürdenläufer und Sprinter aus Trinidad und Tobago
- Jamal Mayers (* 1974), kanadischer Eishockeyspieler
- Kyle Mayers (* 1992), Cricketspieler der West Indies
- Natasha Mayers (* 1979), Sprinterin von St. Vincent und den Grenadinen
- Rakim Mayers (* 1988), US-amerikanischer Rapper, bekannt unter dem Künstlernamen A$AP Rocky
- Tylan Mayers, barbadischer Leichtathlet
- Tyler Mayers (* 1982), Tennisspieler aus Trinidad und Tobago